# Головний калібр

Ілюстрована анімація корабельної артилерії американського лінкора «Вашингтон» типу «Норт Керолайна», що складалася з дев'яти 406-мм гармат головного калібру (Mark 7 16"/50, виділені червоним кольором) та двадцяти 127-мм гармат допоміжного калібру (Mark 12 5"/38, виділені синім кольором

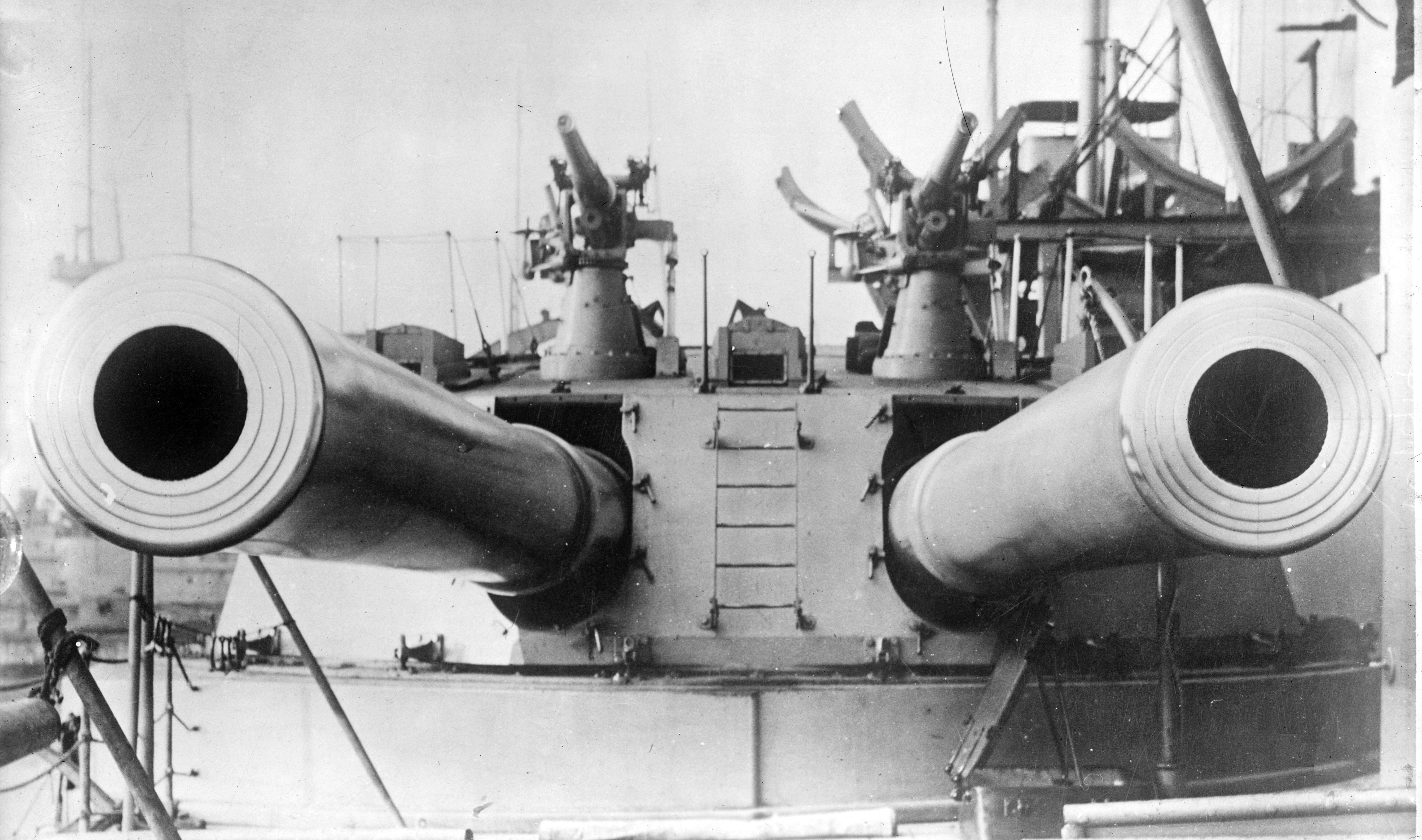
12"/45 морська артилерійська система Mark X головного калібру на британському лінкорі «Дредноут»

Головний калібр — частина корабельної артилерії, яка має найбільший калібр та вирішує головні завдання, притаманні певному типу кораблів.
Наприкінці Другої світової війни калібр гармат артилерії головного калібру на лінійних кораблях сягав 460 мм; (наприклад, британська 460-мм морська гармата BL 18 inch Mk I) у кількості 6-12 артилерійських систем вони встановлювалися в двох- та трьохгарматних баштах. Калібр гармат артилерії головного калібру кораблів XXI століття становить 203-мм, ескадрених міноносців — 130-мм та фрегатів — 127-мм, які встановлюються в одно-, двох- та трьохгарматних баштах.